# Abdoulie Manneh
Abdoulie Manneh, född 29 september 2004, är en gambisk fotbollsspelare som spelar för Mjällby AIF.

## Klubbkarriär

### Wallidan FC
Manneh startade sin seniorkarriär i Wallidan FC, där han gjorde sju mål på 12 matcher i den gambiska förstadivisionen under 2021 och blev nominerad till årets unga spelare. Under följande säsong var han med och vann gambiska cupen med Wallidan. Manneh gjorde totalt 21 mål och 14 assister för klubben. Under slutet av 2023 provtränade han med belgiska KMSK Deinze och danska AC Horsens.

### Mjällby AIF
Den 31 januari 2024 värvades Manneh av Mjällby AIF, där han skrev på ett fyraårskontrakt. Manneh tävlingsdebuterade den 17 februari 2024 i en 3–2-vinst över GIF Sundsvall i gruppspelet i Svenska cupen 2023/2024, där han blev inbytt i den 60:e minuten. Manneh gjorde allsvensk debut den 31 mars 2024 i 1–0-vinst över BK Häcken, där han blev inbytt i den 86:e minuten.

## Landslagskarriär
Manneh debuterade för Gambias landslag den 23 juli 2022 i en 1–0-vinst över Guinea-Bissau i kvalet till African Nations Championship.

## Meriter
Wallidan FC
- Vinnare av Gambiska cupen: 2021/2022